# Vinland

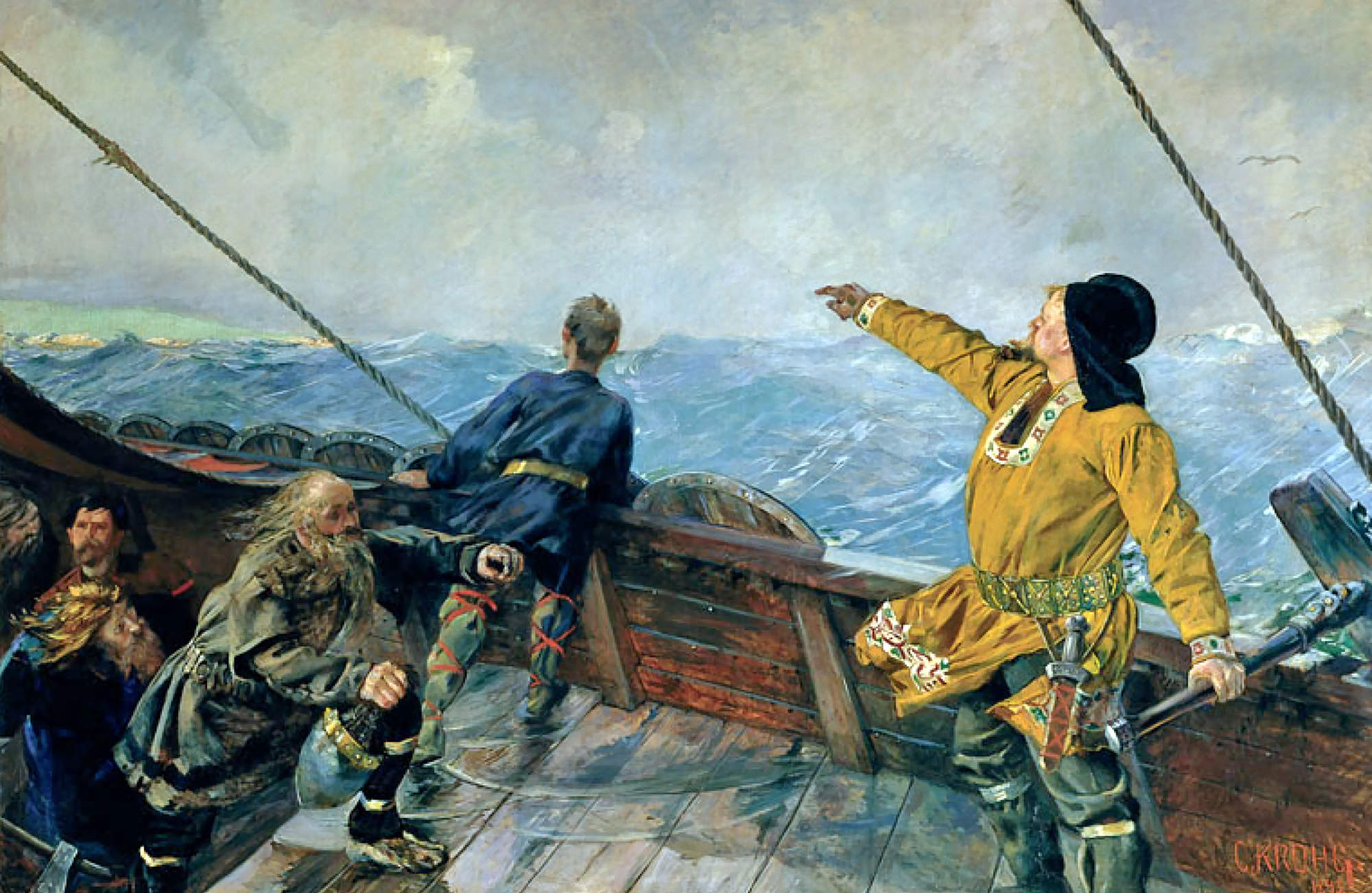
„Leif Eriksson objevuje Ameriku“, Christian Krohg (1893)

Vinland je země na území Ameriky, kterou podle pověstí objevil vikingský mořeplavec Leif Eriksson pravděpodobně roku 1001 n. l.

## Název
Název této země „Vinland“ má v současné době dva možné výklady.
- Ze staré norštiny od slova „vín“ což znamená víno, tedy Vínland = země vína/hroznů. Toto označení známe ze záznamů německého kronikáře Adama Brémského.
- Nebo dnes populárnější označení Vinland pocházející ze slova „vin“, které ve staré severštině znamená „pastvina“

## Historicky doložené vikinské osídlení Ameriky

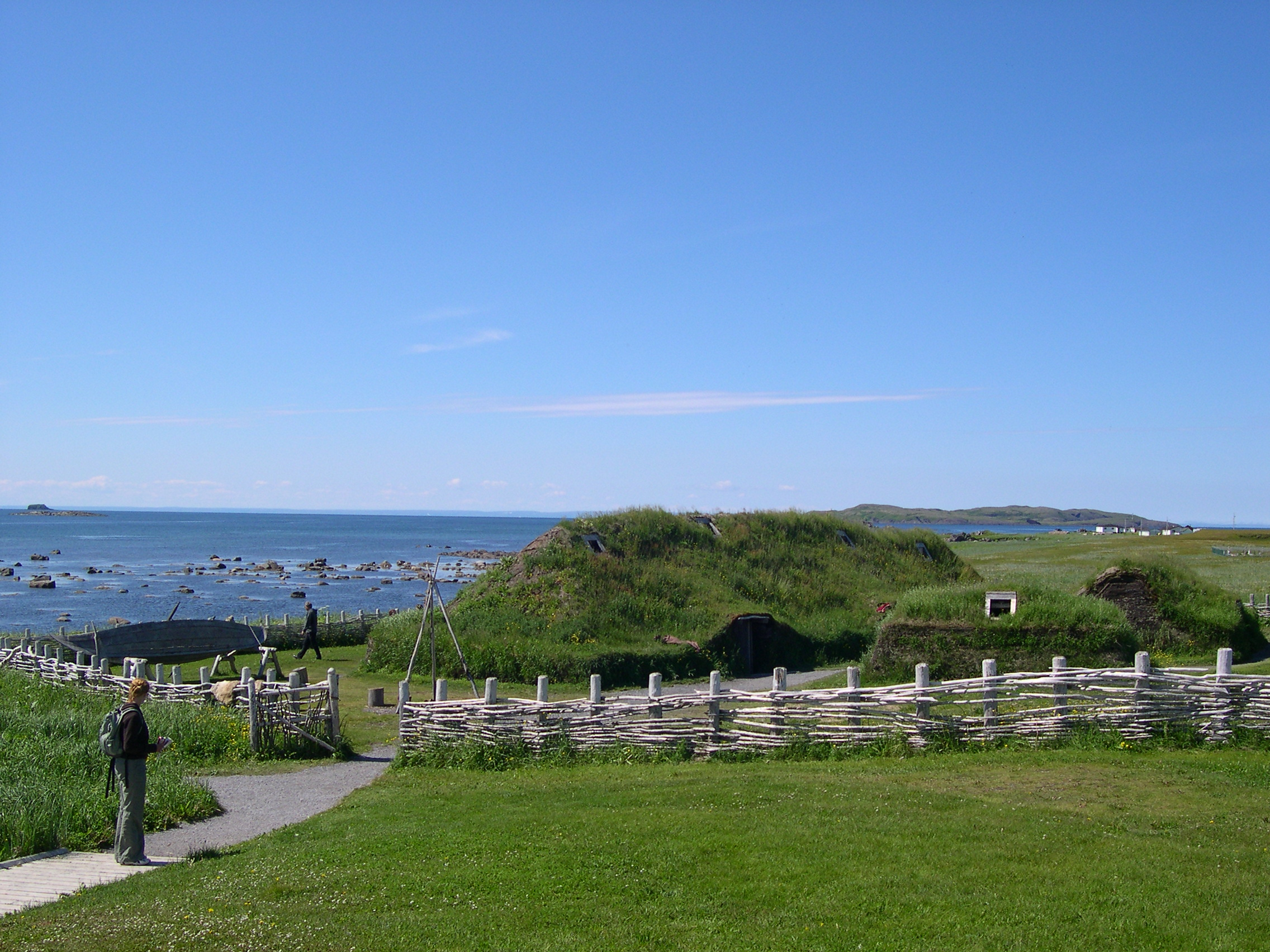
Vikingské osídlení

Roku 1960 byly na severu Newfoundlandu na místě zvaném L'Anse aux Meadows objeveny stopy vikingského osídlení. Tento zatím jediný nález vikingského osídlení na území Ameriky byl jednak první skutečný důkaz, že Vikingové na svých cestách amerického kontinentu skutečně dosáhli, a zároveň podnítil myšlenku, zda toto není ona země známá ze ság jako Vinland.
Dnes tedy panuje mezi odborníky všeobecná shoda, že Vikingové amerického kontinentu dosáhli a že se toto promítlo do jejich pověstí jako ona země známá jako Vinland. Zatím však není znám žádný důkaz, že by právě naleziště v L'Anse aux Meadows mělo přímou spojitost s onou bájnou zemí vína/pastvin.
Existuje mnoho dalších míst, o nichž se odborníci domnívají, že mohou být onou vikingskou bájnou zemí. Je mezi nimi například Nové Skotsko, Rhode Island či Cape Cod – místo, kde byla založena druhá stálá pokolumbovská kolonie na území Severní Ameriky (Plymouthská kolonie v Massachusetts).